# Списак земаља у којима се говори француски

## Земље у којима јефранцускиједини званични језик
- Бенин
- Буркина Фасо
- Обала Слоноваче
- Француска (укључујући: Гваделупе, Мартиник, Француску Гијану, Реинион, Мајот, Француску Полинезију, Валис и Футуну, Нову Каледонију и Свети Пјер и Микелон)
- Габон
- Гвинеја
- Монако
- Нигер
- ДР Конго
- Конго
- Сенегал
- Того

## Земље у којима јефранцускиједан од званичних језика
- Белгија
- Бурунди
- Камерун
- Канада
- Комори
- Џибути
- Екваторијална Гвинеја
- Хаити
- Луксембург
- Мадагаскар
- Маурицијус
- Централноафричка Република
- Руанда
- Сејшели
- Швајцарска
- Чад
- Вануату

## Земље у којима јефранцускиу широкој употреби
- Алжир
- Андора
- Луизијана (држава САД)
- Мали
- Мароко
- Мауританија
- Тунис

## Земље у којима јефранцускимањински језик
- Либан
- Камбоџа
- Вијетнам
- Лаос
- Индија (у покрајини Пондишери)
- Доминиканска Република
- Света Луција
- Израел (у имигрантским заједницама)